# Acta non verba
Acta non verba este o expresie latină care înseamnă  „Fapte, nu vorbe”.
Asemănător cu res, non verba, echivalentul în limba engleză al acestei expresii este: „Faptele vorbesc mai mult decât cuvintele” (Actions speak louder than words). Cu alte cuvinte, acționează în consecință sau întotdeauna urmează-ți declarațiile cu acțiuni.
Expresia, care are multe referințe similare în latină, este mai degrabă o invitație de a acționa decât de a vorbi. Este, de asemenea, motto-ul Academiei Marinei Comerciale din SUA.
În jocul video Battlefield: Bad Company fraza apare pe stema unui grup militar cunoscut sub numele de „Legionari”.